# Thuidium furfurosum
Thuidium furfurosum là một loài Rêu trong họ Thuidiaceae. Loài này được (Hook. f. & Wilson) Reichardt miêu tả khoa học đầu tiên năm 1870.